# Meal, Ready-to-Eat
Meal, Ready-to-Eat, förkortat MRE och även kallat Meals Ready to Eat är fältransoner som tilldelas USA:s väpnade styrkor i fält. MRE motsvarar tyska EPA och svenska 24-timmarsfältransonen från 24H Meals kallad 24H Meal Ration Combat Edition. 
Civila versioner av MRE är även populära bland privatpersoner vid friluftsliv och överlevnadssituationer.

## Om MRE

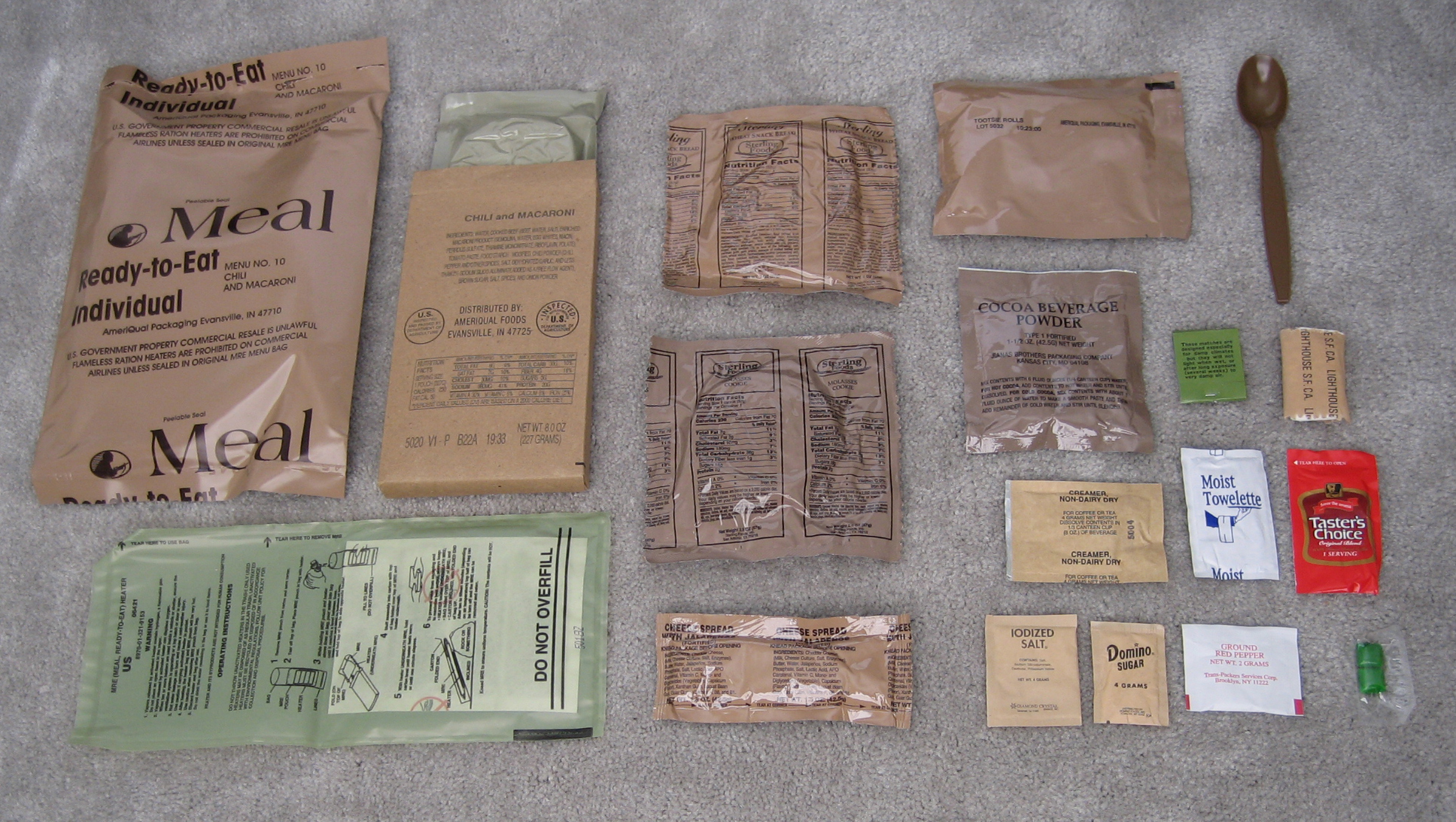
Innehållet i en av MRE-ransonerna

Meal, Ready-to-Eat är ett system av fältransoner som består av 24 olika rätter. Rätterna levereras och förvaras i kartonger om 12 rätter i var kartong, fördelade på rätt 1-12 i kartong A och rätt 13-24 i kartong B. En MRE innehåller förutom huvudrätt även snacks och mellanmål, samt tillbehörspaket med sked, salt, servett och ibland stark sås (ofta Tabascosås). Det finns totalt tre licensierade tillverkare av MRE  som levererar till Defense Logistics Agency: Ameriqual A-pack, Sopakco Sure-Pack och Wornick Eversafe. De originaltillverkade MRE-ransonerna för USA:s militär får inte vidareförsäljas, dock finns flera civila derivat med liknande innehåll som privatpersoner får lov att köpa.
De civila versionerna är snarlika originalet, skillnaden kan vara exempelvis mindre ändringar i rätterna eller annan leverantör av exempelvis snacks. Förutom de tre nämnda som tillverkar MRE för militärt (men även civilt) bruk finns rent civila MRE, till exempel  Menu C och MRE Star.

## Användning
Meal, Ready-to-Eat används av USA:s militär i fält, bland annat i Irak och Afghanistan, men även civila versioner används av privatpersoner vid överlevnadssituationer och friluftsliv.
En MRE kan ätas såväl varm som kall, då den är färdiglagad. Om man vill värma en MRE görs detta enklast kemisk värmare där en kemisk reaktion som uppstår när man tillsätter vatten, vilken sedan producerar värme.

## Försäljning
Försäljning av civila MRE sker i butiker över hela USA men även från webbutiker samt från privatpersoner via E-bay. De militära versionerna som säljs via E-bay och liknande sidor från privatpersoner är stulna från militära förråd.
På militära versioner finns trycket Förenta Staternas statsmakts egendom, kommersiell återförsäljning är olaglig (originalspråk:U.S. GOVERNMENT PROPERTY, COMMERCIAL RESALE IS UNLAWFUL) på MRE-paketen. Detta motsvaras i Sverige närmast av de tre kronor som finns präglade på Försvarsmaktens egendom.
Försäljningen sker främst inom USA:s gränser, men även export till andra länder kan ske via vissa återförsäljare och webbutiker.